# Odpowiedzialność parlamentarna

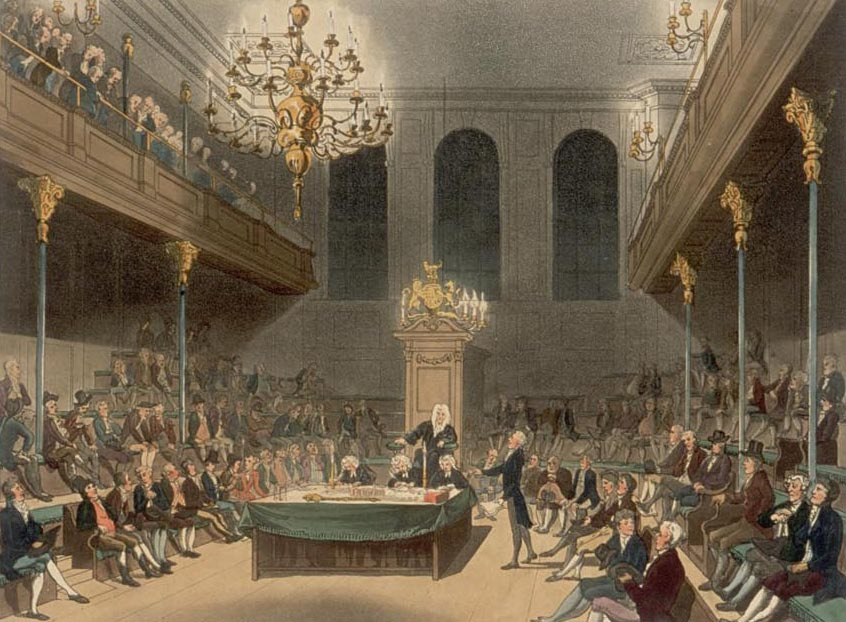
Parlament Zjednoczonego Królestwa, rycina z 1808 roku.

Odpowiedzialność parlamentarna (polityczna) – ponoszą ją poszczególni członkowie gabinetu lub cały gabinet (odpowiedzialność gabinetowa) przed parlamentem w związku ze sprawowaniem swoich funkcji. Parlament może żądać usunięcia ministra lub całego rządu jeśli nie odpowiada mu prowadzona przezeń polityka. Odpowiedzialność parlamentarna jest realizowana w drodze wotum nieufności.
Odpowiedzialność parlamentarna jest charakterystyczna dla republik o parlamentarno-gabinetowym systemie sprawowania rządów. Nie występuje na przykład w Stanach Zjednoczonych (republika prezydencka). Tam, w zgodzie z zasadą separacji władzy wykonawczej i ustawodawczej (separation of powers), Kongres nie może domagać się odwołania sekretarzy (ministrów), choćby ci realizowali politykę nieodpowiadającą Kongresowi.
Pojęcie odpowiedzialności parlamentarnej zostało wypracowane przez praktykę rządów w Wielkiej Brytanii w XVII–XVIII stuleciu.